# Emilios Riadis

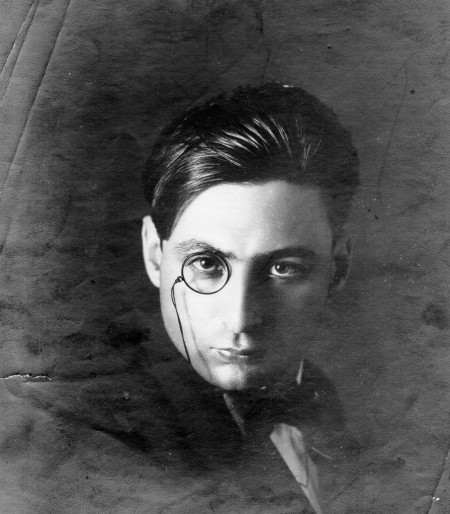
Riadis während seiner Pariser Zeit

Emilios Riadis  (griechisch Αιμίλιος Ριάδης, frz. meist Emile Riadis, eigentlich Emilios Kou Αιμίλιος Κου, meist Khu transkribiert; * 13. Mai 1880 in Thessaloniki; † 17. Juli 1935 ebenda) war ein griechischer Pianist und Komponist Klassischer Musik.

## Leben

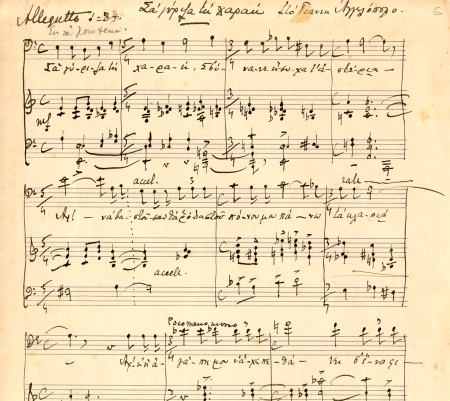
Aus „Drei Zigeunerlieder“, Manuskript

Riadis war der Sohn des angeblich griechischstämmigen, aus Teschen in Schlesien stammenden Apothekers Errikos (Heinrich) Chou (oder Hou, evtl. ursprünglich „Houis“) und der Griechin Anastasia Grigoriou-Nini. Seinen ersten Unterricht in Klavier und Harmonielehre nahm er in seiner Heimatstadt bei dem Wagner-Schüler Dimitrios Lalas (1848–1911). Von 1908 bis 1910 studierte er an der Münchner Königlichen Akademie der Tonkunst Klavier und Komposition (bei Anton Beer-Walbrunn); von 1910 bis 1915 setzte er seine Studien bei Gustave Charpentier und Maurice Ravel in Paris fort, wo er unter französischen und griechischen Kollegen einige Beachtung erlangte; Florent Schmitt soll ihn als „Griechischen Mussorgsky“ bezeichnet haben; von Ravel ist die Bezeichnung mon geniale élève („mein genialer Schüler“) überliefert.
Zu Beginn des Ersten Weltkriegs wurde er als Bürger des Osmanischen Reichs festgenommen und kehrte 1915 in seine mittlerweile griechische Heimatstadt zurück, wo er von 1916 bis an sein Lebensende Professor für Klavier am 1914 gegründeten staatlichen Konservatorium war, ab etwa 1920 auch dessen Vize-Direktor. 1923 erhielt er den nationalen Staatspreis für Kunst und Literatur. Der sieben Sprachen beherrschende Komponist galt als eigenbrötlerisch und exzentrisch, seine Kontakte zu zeitgenössischen Komponisten wie Kalomiris und Mitropoulos oder dem Dichter Kostis Palamas waren eher sporadisch, so dass zur Biografie nach seiner Repatriierung wenig bekannt ist. Obwohl seine Produktivität als Komponist in Thessaloniki stark abgenommen haben soll, komponierte er noch einige kammermusikalische Werke und hielt Vorträge über chinesische und altägyptische Musik sowie über Mozart. Riadis starb wenige Tage nach seiner Mutter im städtischen Krankenhaus von Thessaloniki an Brucellose; auf dem Totenbett soll er über ein im Kopf fertig komponiertes Streichquartett gesprochen haben.

## Werk

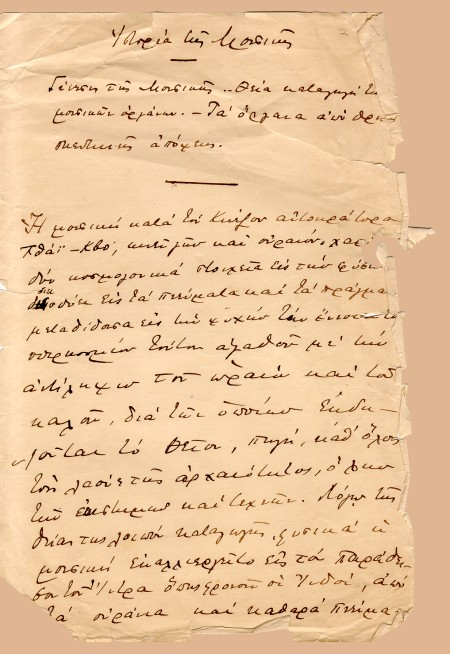
Beginn der Musikgeschichte Riadis’ im Manuskript

Das Frühwerk Riadis’ ist durch Liedkompositionen im Stil der griechischen Nationalen Schule geprägt. Neben der griechischen Volksmusik interessierte er sich auch für türkische und asiatische Musik, die in seine Kompositionen einging. Die Klavierbegleitung dieser meist sehr schlichten Lieder ist subtil, transparent und impressionistisch und imitiert bisweilen verschiedene Folkloreinstrumente. Aus der Zeit ab 1892 ist auch einiges an Kammermusik überliefert, die meisten größer angelegten Werke blieben jedoch unvollendet. Auch in diesen Werken ist ein starkes Interesse für die nicht wohltemperierte Musik des Orients spürbar, die sich unter anderem in der sehr häufigen Verwendung von doppelten Vorzeichen ausdrückt. Die wohl produktivste Zeit als Komponist erlebte Riadis während seines Auslandsaufenthalts, wo ihn vor allem sein Lehrer Ravel nachhaltig beeinflusste. So wird Riadis heute auch als der Hauptvertreter eines griechischen Impressionismus wahrgenommen.
Bereits in jungen Jahren veröffentlichte Riadis in diversen Zeitschriften wie Ethnikon Imerologion (Ἐθνικὸν Ἡμερολόγιον) oder Makedonikon Imerologion (Μακεδονικὸν Ἡμερολόγιον) Gedichte unter dem Namen Emilios Eleftheriadis, aus dem später sein Pseudonym entstand, das er 1934 amtlich eintragen ließ. Neben Prosatexten schrieb er auch rund 200 Seiten einer Geschichte der Musik.
Riadis war äußerst selbstkritisch, die überlieferten Skizzen zeigen oft viele begonnene Versionen, selbst gedruckte Werke wurden von ihm noch weiter bearbeitet. Bis auf einige Liedkompositionen wurden nur wenige Werke zu Riadis’ Lebzeiten gedruckt, einige der Kammermusik-Kompositionen wurden in der zweiten Hälfte des 20. Jahrhunderts aus den Manuskripten durch den Komponisten Nikos Christodoulou und den Dirigenten Byron Fidetzis rekonstruiert. Einige Werke wurden erst um die Jahrtausendwende wiedergefunden, was die Hoffnung auf weitere Entdeckungen nährt.

## Werke (Auswahl)
Opernfragmente

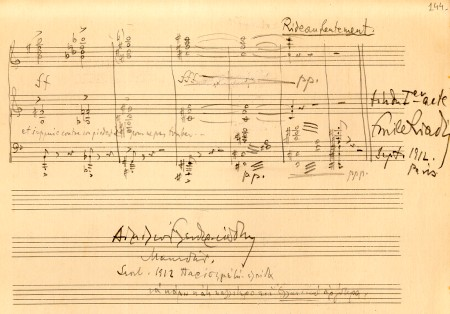
Manuskriptseite, Ende des ersten Aktes der Oper Galateia.
Handschriftlicher Eintrag Riadis’:
„Αιμίλιος Ριάδης, Μακεδών, Σεπτ. 1912, Παρίσι, με την ελπίδα να κάμω κάτι καλλίτερο και Ελληνικό αργότερα“ – „Emilios Riadis, Makedone, Sept. 1912, Paris, mit der Hoffnung, das ich später etwas Besseres und Griechisches mache“.

- Galateia, Musikdrama in drei Akten, Libretto P. Ch. Jablonski, 1912–13, 1. Akt im Klavierauszug, 2. Akt als Partitur, Skizzen des 3. Akts im Klavierauszug
- La route verte, Oper in einem Akt, Libretto J. Valcler, 1914, Klavierauszug-Skizzen

Bühnenmusik
- Salome (Oscar Wilde), 1922, erhalten nur 96 Takte als Klavierauszug
- Hekuba (Euripides), für Orchester, 1927
- Riquet à la houppe (T. de Banville, Übers. von Riadis als Ο Ρικές με το τσουλούφι), 1929

Instrumentalmusik
- Nanourisma (Wiegenlied) für Violine und Klavier, 1908
- Fuge c-moll 1909 für Klavier
- Prélude tragique oder Symphonietta für Klavier 1911; Fassung als Ombres macédoniennes für zwei Klaviere, 1912
- Trois danses grecques für Klavier, 1925
- Hommage à Ravel für Klavier
- Zwei Sonaten für Violoncello und Klavier
- Streichquartette g-moll, d-moll
- Invocation à la paix für Orchester

Chormusik
- Liturgie des Hl. Johannes Chrysostomus und diverse weitere liturgische Gesänge

Liedkompositionen
- 18 veröffentlichte Lieder, darunter zahlreiche griechische, albanische und makedonische Volkslieder
- etwa 50 unveröffentlichte Lieder

## Hörbeispiele
- Trygos (Τρύγος; MP3; 923 kB) aus Fünf Tanzlieder (Πέντε χορευτικά τραγούδια)
- Ausschnitt (MP3; 976 kB) aus dem Streichquartett g-moll